# Nicolas Rostoucher
Nicolas Rostoucher (ur. 15 lutego 1981 w Colmar), francuski pływak długodystansowy, specjalizujący się również w stylu zmiennym, czterokrotny brązowy medalista mistrzostw Europy, uczestnik Igrzysk Olimpijskich: 2000, 2004 oraz 2008.

## Osiągnięcia

### Mistrzostwa Europy (basen 50 m)
- 2002 Berlin -  (400 m zmiennym)
- 2004 Madryt -  (sztafeta 4x200 m stylem dowolnym)
- 2006 Budapeszt -  (400 m dowolnym)
- 2006 Budapeszt -  (1500 m dowolnym)

### Mistrzostwa Europy (basen 25 m)
- 2001 Antwerpia -  (1500 m dowolnym)